# 엔리케 피게롤라

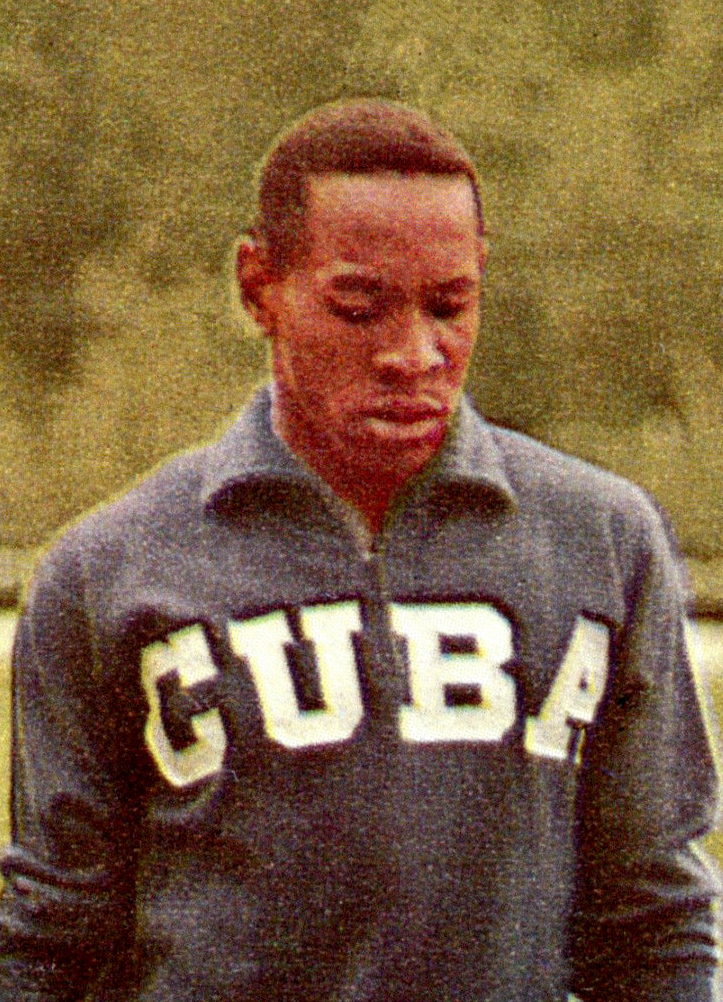

엔리케 피게롤라(Enrique Figuerola, 본명: 엔리케 피게롤라 카무에, Enrique Figuerola Camue, 1938년 7월 15일 ~ )는 은퇴한 쿠바의 육상 선수이다.
피게롤라의 주요 국제적 성공은 올림픽 게임에 세 번 참가한 것이다. 1960년 로마 올림픽에 처음으로 출전하여 100m 결승에서 4위를 했다. 4년 후인 1964년 도쿄 하계 올림픽에서 피게롤라는 100m에서 미국의 로버트 헤이스(금메달)에 뒤지고 캐나다인 해리 제롬(동메달)에 앞서 은메달을 획득했다. 1968년 멕시코 하계 올림픽에서 팀 동료인 에르메스 라미레즈, 후안 모랄레스, 파블로 몬테스와 함께 400m 계주에서 또 다른 은메달을 획득했는데, 이는 미국 팀(금메달)에 뒤지고 프랑스(동메달)를 앞지르며 이루어졌다.